# Kętrzyn (comune rurale)
Kętrzyn è un comune rurale polacco del distretto di Kętrzyn, nel voivodato della Varmia-Masuria.

## Geografia fisica
Ricopre una superficie di 285,73 km² e nel 2004 contava 8 369 abitanti.
Il capoluogo è Kętrzyn, che non fa parte del territorio ma costituisce un comune a sé.

## Storia
Nel limitrofo comune di Zgorzelec, sorgeva il Wolfsschanze (tana del lupo), quartier generale militare di Adolf Hitler e teatro dell'attentato del 20 luglio 1944, nel corso dell'Operazione Valchiria.